# Château de Gesmold
Le château de Gesmold (Schloss Gesmold) est un château allemand d’époque Renaissance situé à Gesmold (municipalité de Melle) en Basse-Saxe.

## Historique

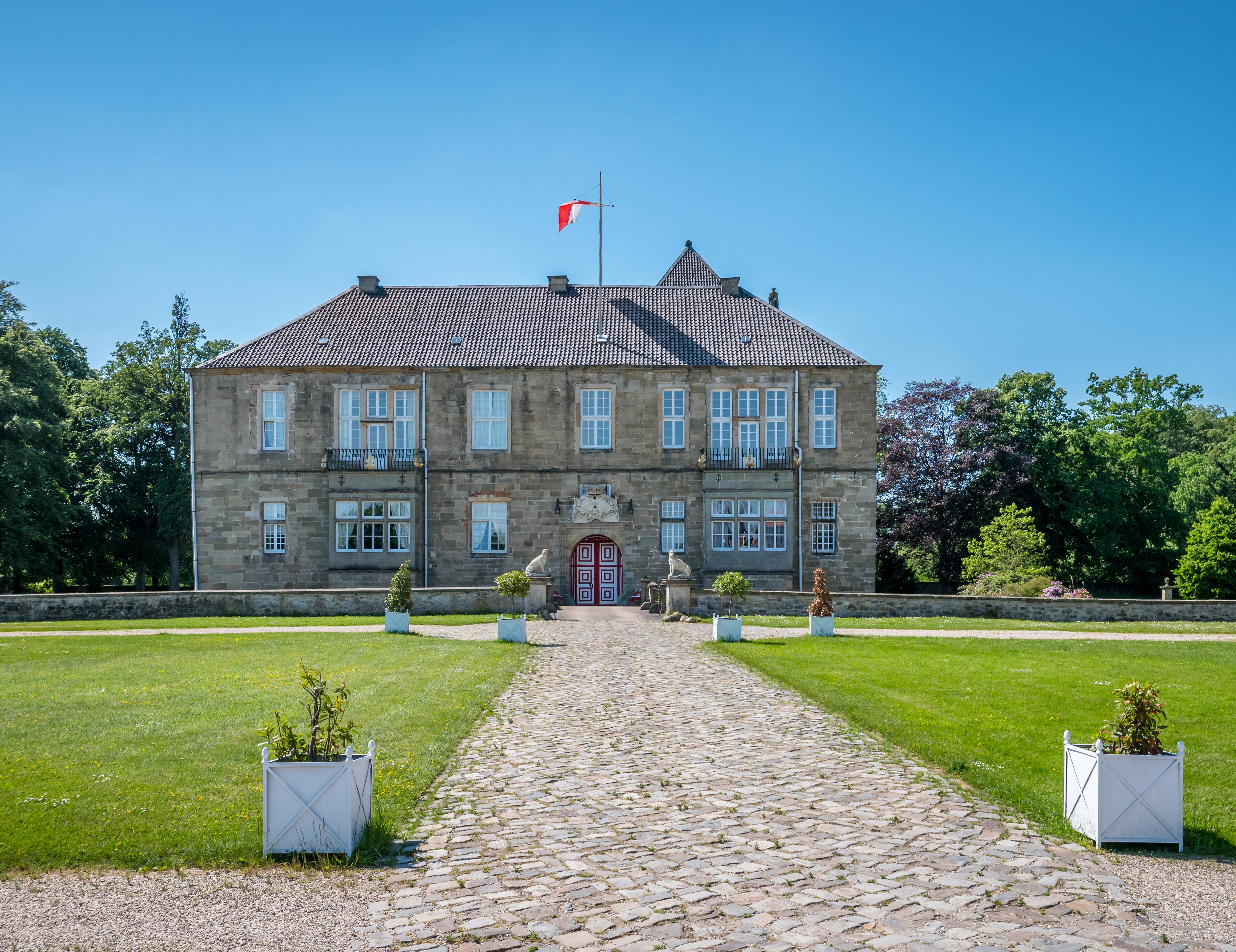
Vue du château de Gesmold.

Le château consiste en un logis seigneurial et une tour, construite au XIIIe siècle. Le château fort laisse la place à un petit château résidentiel construit entre 1544 et 1559. Il était précédé autrefois de deux bâtiments de communs et de trois remparts, dont il ne reste aujourd’hui qu’un pont menant au château.
Le château est entouré à l’époque baroque d’un jardin à la française avec un escalier et une orangerie qui laisse la place à la fin du XVIIIe siècle à un parc à l’anglaise.
On remarque les statues des quatre Évangélistes sur la tour du château, remontant à l’époque où Gesmold appartenait aux évêques d’Osnabrück.

## Propriétaires
- 1215–1400 : chevaliers von Gesmel
- 1400–1540 : chevaliers von dem Bussche (héritage)
- 1540–1608 : seigneurs von Amelunxen (mariage)
- 1608–1664 : princes-évêques luthériens d’Osnabrück (achat)
- 1664 à aujourd’hui : barons von Hammerstein-Gesmold (échange)

## Personnalit2s liées au château
- Ludwig von Hammerstein (1832-1905), apologète jésuite, y est né.